# The Life Pursuit
Albums de Belle and Sebastian
If You're Feeling Sinister: Live at the Barbican The BBC Sessions
The Life Pursuit est le sixième album de Belle and Sebastian, sorti en février 2006.
Le disque est sorti chez Rough Trade Records, au format CD ainsi qu'en vinyle. Le titre Funny Little Frog a été repris par God Help the Girl, le projet musical de Stuart Murdoch, en 2009.

## Liste des titres
1. Act of the Apostle
2. Another Sunny Day
3. White Collar Boy
4. The Blues Are Still Blue
5. Dress Up in You
6. Sukie in the Graveyard
7. We Are the Sleepyheads
8. Song for Sunshine
9. Funny Little Frog
10. To Be Myself Completely
11. Act of the Apostle II
12. For the Price of a Cup of Tea
13. Mornington Crescent